# Општина Апа (Сату Маре)
Апа (рум. Apa) општина је у Румунији у округу Сату Маре.
Oпштина се налази на надморској висини од 136 m.